# 1898 au Manitoba
Chronologie du Manitoba
- 1894
- 1895
- 1896
- 1897
- 1898
- 1899
- 1900
- 1901
- 1902

Cette page concerne des événements d'actualité qui se sont produits durant l'année 1898 dans la province canadienne du Manitoba.

## Politique
- Premier ministre : Thomas Greenway
- Chef de l'Opposition :
- Lieutenant-gouverneur : James Colebrooke Patterson
- Législature :

## Naissances
- 18 mars : Magnus « Mike » Goodman (né à Winnipeg - mort le 18 juillet 1991 à Dade City en Floride aux États-Unis[1]) est un ancien joueur canadien de hockey sur glace qui évoluait au poste d'ailier gauche. Il fait partie de l'équipe du Canada qui a remporté la première médaille d'or aux Jeux olympiques de 1920.

- 23 juillet : Norman Alexander Dutton dit Mervyn « Red » Dutton, CM[2], (né à Russell, mort le 15 mars 1987 à Calgary, dans la province de l'Alberta) est un joueur professionnel, un entraîneur et un dirigeant de hockey sur glace canadien.

- 24 septembre : Claire Adams est une actrice canadienne, née le 24 septembre 1898 à Winnipeg, morte le 25 septembre 1978 à Melbourne (Australie).

- 7 décembre : Ivan Wilfred « Ching » Johnson (né à Winnipeg - mort le 16 juin 1979 à Silver Spring, dans l'État du Maryland aux États-Unis) est un joueur professionnel de hockey sur glace canadien[3] qui a joué pour les Rangers de New York et les Americans de New York, équipes de la Ligue nationale de hockey.